# La maschera del peccato
La maschera del peccato (Virtue) è un film del 1932 diretto da Edward Buzzell.
È un film drammatico statunitense con Carole Lombard, Pat O'Brien e Ward Bond ambientato a New York.

## Produzione
Il film, diretto da Edward Buzzell su una sceneggiatura di Robert Riskin e un soggetto di Ethel Hill, fu prodotto dalla Columbia Pictures e girato dal 23 agosto al 12 settembre 1932.

## Distribuzione
Il film fu distribuito con il titolo Virtue negli Stati Uniti dal 25 ottobre 1932 al cinema dalla Columbia Pictures.
Altre distribuzioni:
- in Germania (Unbescholten)
- in Italia (La maschera del peccato)

## Promozione
Le tagline sono:
- Yesterday A Lady With A Past. Today The Wife Of The Man She Loved!
- In her Life of Vice She Scoffed at....VIRTUE